# Peter Thomas (Fußballspieler, 1959)
Peter Thomas (* 17. März 1959) ist ein deutscher ehemaliger Fußballspieler, der 1981/82 für die BSG Chemie Buna Schkopau in der DDR-Oberliga, der höchsten Spielklasse des DDR-Fußballverbandes, spielte. 
Bis 1981 spielte Thomas mit der Betriebssportgemeinschaft (BSG) Aktivist Geiseltal-Mitte in der viertklassigen Bezirksklasse Halle (Saale) Fußball und arbeitete als Autoschlosser. Im Juli 1981 wechselte er zum Oberliga-Aufsteiger BSG Chemie Buna Schkopau. Obwohl für die Oberliga-Mannschaft nominiert, wurde der nur 1,66 m große Thomas in der Hinrunde der Saison 1981/82 nur in der Nachwuchsoberliga eingesetzt. Sein erstes Spiel in der DDR-Oberliga bestritt er erst 27. Februar 1982, als er in der Begegnung des 15. Spieltages Energie Cottbus – Buna Schkopau (0:0) in der Schlussminute eingewechselt wurde. Bis zum 20. Spieltag blieb er jeweils Einwechselspieler, in der 21. Runde stand er erstmals in der Startelf. Dies wiederholte sich noch viermal, jedes Mal wurde er als Mittelfeldspieler aufgeboten. Insgesamt bestritt Thomas bis zum Saisonende 12 DDR-Oberligaspiele, blieb aber ohne Torerfolg. Nach nur einer Spielzeit musste die BSG Chemie als schlechteste Mannschaft wieder aus der Oberliga absteigen. Thomas spielte für Schkopau noch bis 1990 in der zweitklassigen DDR-Liga.